# کاروماما دوم
کاروماما دوم (انگلیسی: Karomama II) با نام کامل کاروماما مریت‌موت که با نام مریت‌موت دوم هم شناخته می‌شود، ملکه همسر مصر باستان و همسر بزرگ سلطنتی فرعون تاکلوت دوم در دودمان بیست و سوم مصر بود.
کاروماما القاب مختلفی مانند همسر پادشاه، دختر پادشاه، معشوقه مصر علیا و سفلی را داشت. او دختر کاهن اعظم آمون نیملوت سی و همسرش بانو تنت‌سپح سی بود. پدربزرگ و مادربزرگ پدری او فرعون اوسورکون دوم و ملکه جدموتس‌عنخ بودند.
کاروماما با فرعون تاکلوت دوم ازدواج کرد و مادر فرعون اوسورکون سوم بود. کاروماما همچنین مادربزرگ هر دو فرعون تاکلوت سوم و رودآمون و همسر خدای شپنوپت یکم بود. کاروماما از کتاب گاه‌شماری اوسورکون ب در کرنک و «متون اسکله نیل» که مربوط به سلطنت پسرش فرعون اوسورکون سوم است، شناخته شده است.